# Joaquim Miguel Dutra

## Joaquim Miguel Dutra (Piracicaba SP 1864 - São Paulo SP 1930)
Pintor, decorador, músico, escultor e professor.
Inicia sua atividade artística na primeira década do século XX. Paisagista autodidata, atuante em Piracicaba, São Paulo, elege o rio da cidade como seu principal ponto de interesse, representando-o na maioria de suas pinturas, que ora destacam o salto do Piracicaba, a rua do Porto, as usinas de açúcar, ora ressaltam a figura dos pescadores ou lavadeiras. Dificuldades financeiras, que se agravam pela boemia e pelo jogo, levam-no, por vezes, a executar serviços de pintura, forração de paredes e caixilharia. Como artista decorador, realiza trabalhos em igrejas, teatros e residências. São de sua autoria as pinturas decorativas de várias igrejas no interior de São Paulo: Capivari, Caconde, Itapira e Limeira e da antiga matriz de São Carlos. Como escultor, realiza imagens de Santa Bárbara, São José e do menino Jesus para igrejas de Santa Bárbara e Limeira. Em São Carlos, decora a residência de Antonio Carlos de Arruda Botelho, o conde do Pinhal, e pinta o pano de boca do Teatro Santo Estevão. Também é chamado para decorar as residências de José Leite Negreiros, Adolpho Carvalho e de Anna Cândida de S. Rezende, a baronesa de Rezende, em Piracicaba, entre outras. Tocador do instrumento de sopro oficlide, participa de orquestras locais e compõe tangos, valsas, polcas e outras melodias, muitas delas dedicadas a amigos e parentes, como o tango A Guanchuma ou a marcha Saudades de Almeida Júnior, executada nas homenagens do 30º dia da morte do amigo, com quem convivera em Piracicaba, e de quem recebera elogios como pintor.

## Comentário Crítico
Pertencente a uma família de artistas, Joaquim Miguel Dutra é neto de Miguel Arcanjo Benício da Assunção Dutra, conhecido como Miguelzinho Dutra (1812 - 1875), e filho do violonista e decorador Miguel Ângelo Dutra. De formação autodidata, não estuda pintura nem freqüenta ateliês de arte. O interesse pela pintura, provavelmente devido à tradição artística da família, também se verifica entre seus filhos: João Dutra (1893 - 1983), pintor e professor de desenho; Alípio Dutra (1892 - 1964), que realiza estudos na Bélgica e França; Antônio de Pádua Dutra (1905 - 1939) e Archimedes Dutra (1908 - 1983), paisagistas.
Sua produção encontra-se dispersa em diversas coleções particulares, grande parte em fazendas ou cidades de São Paulo. Pouco conhecido na capital paulista, Joaquim Miguel Dutra realiza, pelo que se tem registro, apenas uma exposição individual em São Paulo, em 1911, na Casa Rosenheim.1 Segundo relatos familiares, costuma iniciar ao mesmo tempo vários quadros de uma mesma paisagem, com a intenção de vendê-los rapidamente.2 Por essa razão, ou em virtude de preferências pessoais, é que pinta diversas vezes o mesmo local, com resultados bastante semelhantes.
A composição obtida em Salto de Piracicaba, 1927, por exemplo, revelando a fábrica de açúcar na margem esquerda e a rua do Porto na margem direita, é repetida várias vezes. Outra vista muito pintada é a curva do rio Piracicaba, em telas de 1918 e 1922, com um casario em primeiro plano, que acompanha a beira do rio até desaparecer ao longe. Em outros quadros que retratam o salto do rio, a queda d´água, em plano mais próximo, torna-se o principal elemento.
Pintor sem recursos financeiros, produz ele próprio seus chassis. Pinta diversas telas em que aparecem pescadores. A pescaria é outra atividade que pratica, por lazer e por necessidade. Embora costume pintar ao ar livre, algumas de suas composições são imaginadas, pois a cena retratada não corresponde a uma vista que se poderia ter de um ponto de observação.
Ele se dedica também a naturezas-mortas e pinturas com animais domésticos, como gatos, pássaros, ou flores. Essa produção, provavelmente feita com base em cartões-postais da época, de caráter decorativo, com a finalidade de venda, agrada o gosto dos compradores do interior de São Paulo.3 Seu maior êxito está nas paisagens, realizadas com o esmero de quem pretende deixar belo e aprazível o local retratado, o que se percebe no tratamento alisado da tinta, nos detalhes da pintura das casas e da vegetação, na luz difusa que banha toda a cena.
Notas
1 TARASANTCHI, Ruth Sprung. Pintores Paisagistas: São Paulo 1890 a 1920. São Paulo: Edusp: Imprensa Oficial do Estado de São Paulo, 2002. p. 168.
2 VELLOSO, Augusto Carlos Ferreira. Os Artistas Dutra: oito gerações. São Paulo: Imprensa Oficial do Estado de São Paulo: Sociarte, 2000. p. 38.
3 TARASANTCHI, Ruth Sprung. Op. cit. p. 169.

## Críticas
"Executou a decoração de igrejas de várias cidades paulistas como São Carlos, Limeira, Caconde e Capivari, onde esculpiu imagens (como a de Santa Bárbara D'Oeste) e pintou cenas da vida religiosa, num estilo identificado com o figurativismo acadêmico. Seu grande tema era o Rio Piracicaba, sempre retratado com suas usinas e fazendas ribeirinhas, além do Salto, conhecido nacionalmente".
Samyra B. Serpa Crespo e outros
LOUZADA, Júlio. Artes plásticas: seu mercado, seus leilões. São Paulo: J. Louzada, 1984-.

## Exposições Coletivas
1911 - São Paulo SP - João Dutra e Joaquim Miguel Dutra, na Casa Rosenheim

## Exposições Póstumas
1937 - São Paulo SP - Archimedes Dutra, Alípio Dutra, João Dutra, Antônio de Pádua Dutra, Miguelzinho Dutra e Joaquim Miguel Dutra, no Palácio das Arcadas
1980 - São Paulo SP - A Paisagem Brasileira: 1650-1976, no Paço das Artes
1982 - São Paulo SP - Marinhas e Ribeirinhas, no Museu Lasar Segall
1986 - São Paulo SP - Dezenovevinte: uma virada no século, na Pinacoteca do Estado
Fonte: Itaú Cultural
Fonte:
http://enciclopedia.itaucultural.org.br/pessoa21353/joaquim-miguel-dutra